# Bataljon Zośka
Het Bataljon Zośka was een elite-eenheid van de Armia Krajowa, de Poolse verzetsbeweging tijdens de Tweede Wereldoorlog. De eenheid werd gevormd uit scoutgroepen van de Szare Szeregi en speelde een sleutelrol in de Opstand van Warschau in 1944. De naam is afgeleid van het pseudoniem van Tadeusz Zawadzki, een jonge verzetsheld die in 1943 sneuvelde.

## Belangrijke operaties
- Bevrijding van Gęsiówka: Circa 350 Joodse gevangenen bevrijd uit een concentratiekamp.
- Verdediging van Wola: Zware gevechten in een cruciale wijk van Warschau.
- Operatie Sint-Kazimierz: Strategische actie in het klooster van Sint-Kazimierz.